# Liste der Kulturdenkmäler in Marka (Oslo)
Die Liste der Kulturdenkmäler in Marka (Oslo) enthält die vom Riksantikvaren gelisteten Kulturgüter im Osloer Stadtteil Marka. Nicht alle der gelisteten Kulturgüter stehen unter Denkmalschutz, können aber Teil eines denkmalgeschützten Ensembles sein oder ihre Veränderung muss mit dem Riksantikvaren abgesprochen werden. Die Denkmalnummer führt mit einem Link zur Beschreibungsseite kulturminnesøk des Riksantikvaren.

## Liste der Kulturdenkmäler in Marka
| Bild           | Bezeichnung                                           | Lage                   | Art                                                      | Datierung            | Beschreibung                                                              | Denkmal- nummer |
| -------------- | ----------------------------------------------------- | ---------------------- | -------------------------------------------------------- | -------------------- | ------------------------------------------------------------------------- | --------------- |
| BW             | Nes                                                   | Marka Karte            | archäologische Denkmal: Verteidigungsanlage              | Eisenzeit            | Denkmalschutz ungeklärt                                                   | 6002            |
| BW             | Sander                                                | Marka Karte            | archäologische Denkmal: Verteidigungsanlage (abgegangen) | Eisenzeit            | Ruine einer Wallburg                                                      | 11691           |
| BW             | Gaustad vetre                                         | Marka Karte            | archäologische Denkmal: Bergwerk                         | Mittelalter          |                                                                           | 12180           |
| BW             | Linnerud                                              | Marka Karte            | archäologische Denkmal: Steinbruch                       | Steinzeit            | Denkmalschutz ungeklärt                                                   | 21568           |
| BW             | Stallerudåsen                                         | Marka Karte            | archäologische Denkmal: Steinbruch                       | nach der Reformation | Granitsteinbruch, Denkmalschutz ungeklärt                                 | 25145           |
| BW             | Nordmarka                                             | Marka Karte            | archäologische Denkmal: Dammanlage                       | nach der Reformation | steht nicht unter Denkmalschutz                                           | 45006           |
| BW             | Gaustad vetre                                         | Marka Karte            | archäologische Denkmal: Bergwerk                         | Mittelalter          |                                                                           | 51605           |
| BW             | Disen                                                 | Marka Karte            | Ort                                                      | Eisenzeit            |                                                                           | 52227           |
| BW             | Holmen                                                | Marka Karte            | Ort                                                      | 19. Jh.              | steht nicht unter Denkmalschutz                                           | 70195           |
| BW             | Riis skjerp                                           | Marka Karte            | archäologische Denkmal: Bergwerk                         | Mittelalter          |                                                                           | 76666           |
| weitere Bilder | Margaretakirche (norw.: Margaretakirken)              | Marka, Maridalen Karte | Bauwerk: Kirche (Ruine)                                  | Mittelalter          | einschiffige Steinkirche mit quadratischen Chor aus der Mitte des 13. Jh. | 80125           |
| BW             | Song Grube                                            | Marka Karte            | archäologische Denkmal: Bergwerk                         | Mittelalter          |                                                                           | 80127           |
| weitere Bilder | Maridalen Kirche (norw.: Maridalen kirke)             | Marka Karte            | Bauwerk: Kirche                                          | 20. Jh.              | steht nicht unter Denkmalschutz                                           | 84397           |
| weitere Bilder | Holmenkollen Kapelle (norw.: Holmenkollen kapell)     | Marka Karte            | Bauwerk: Kirche                                          | 20. Jh.              | steht nicht unter Denkmalschutz                                           | 84608           |
| weitere Bilder | Sørkedalen Kirche (norw.: Sørkedalen kirke)           | Marka Karte            | Bauwerk: Kirche                                          | 19. Jh.              | steht nicht unter Denkmalschutz                                           | 85054           |
| weitere Bilder | Nordmarkskapelle (norw.: Nordmarkskapellet)           | Marka Karte            | Bauwerk: Kirche                                          | 20. Jh.              | steht nicht unter Denkmalschutz                                           | 85159           |
| weitere Bilder | Østmarkkapelle (norw.: Østmarkkapellet)               | Marka Karte            | Bauwerk: Kirche                                          | 20. Jh.              | steht nicht unter Denkmalschutz                                           | 85914           |
| weitere Bilder | Gut Bogstad (norw.: Borgstad gård)                    | Marka Karte            | Hofanlage                                                | 18. Jh. / 19. Jh.    |                                                                           | 86176           |
| BW             | Pulverhaus des Skar Lagers (norw.: Krutthuset i Skar) | Marka Karte            | Bauwerk: Verteidigungsanlage                             | 19. Jh.              |                                                                           | 94420           |
| weitere Bilder | Skar Lager (norw.: Skar leir)                         | Marka, Maridalen Karte | Bauwerk: Verteidigungsanlage                             | 19. Jh. / 20. Jh.    | Militärlager                                                              | 94435           |
| BW             | Holmenkollen Lager (norw.: Holmenkollen leir)         | Marka Karte            | Bauwerk: Verteidigungsanlage                             | 20. Jh.              |                                                                           | 112576          |
| BW             | Sander                                                | Marka Karte            | archäologische Denkmal: Steinbruch                       | Steinzeit            | Denkmalschutz ungeklärt                                                   | 141061          |
| BW             | Sander                                                | Marka Karte            | archäologische Denkmal: Steinbruch                       | Steinzeit            | Denkmalschutz ungeklärt                                                   | 141062          |

- Karte mit allen Koordinaten:
- OSM |
- WikiMap